# Suturoglypta pretrii
Suturoglypta pretrii är en snäckart som först beskrevs av Pierre Louis Duclos 1846.  Suturoglypta pretrii ingår i släktet Suturoglypta och familjen Columbellidae. Inga underarter finns listade i Catalogue of Life.